# Terrerola frontblanca
La terrerola frontblanca (Eremopterix nigriceps) és una espècie d'ocell de la família dels alàudids (Alaudidae) que habita zones àrides a les illes de Cap Verd, Àfrica a la regió del Sahel africà des del sud de Mauritània i de Mali fins al sud-est d'Egipte, nord del Sudan i nord-est d'Etiòpia i Somàlia, sud-oest de la Península Aràbiga, illa de Socotra i des del sud de l'Iran, a través del sud del Pakistan fins a l'oest de l'Índia.